# Monochirus hispidus
Monochirus hispidus är en fiskart som beskrevs av Rafinesque, 1814. Monochirus hispidus ingår i släktet Monochirus och familjen tungefiskar. Inga underarter finns listade i Catalogue of Life.